# Békamandra
A békamandra (Gerobatrachus) fogakkal rendelkező kétéltűszerű állatok kihalt neme, amely a kora perm kor idején élt mintegy 290 millió évvel ezelőtt (mya). A csoportot azon hiányzó láncszemnek tartják, amely igazolja a kladisztikai elméletet, amely szerint a békák és a szalamandrák közös őstől erednek és csak távolabbról rokonai a kétéltűek harmadik rendjének, a lábatlan kétéltűeknek.
A békamandra (angolul frog-amander) nevet Nicholas Hottontól kapták, aki szintén névadója a Gerobatrachus hottoni („Hotton öregbékája”) fajnak. E fajt először a Nature 2008. május 22-ei számában írták le, ennek alapján szerzett tudomást a világ a hiányzó láncszem megtalálásáról. Az állat szinte teljes épségben fennmaradt fosszíliája, amely körülbelül 11 centiméter hosszú, a békák és a szalamandrák vonásait vegyíti: nagy dobhártyája volt, mint a békáknak és két összeforrt bokacsontja, mint a szalamandráknak. Gerince és fogai a békákhoz és a szalamandrákhoz egyaránt hasonlóvá teszik, széles koponyája békáéhoz hasonló.
A lelet jelentős változást okozott a békák és a szalamandrák szétválása becsült időpontjában: 240-275 mya történhetett, sokkal később, mint korábban vélték.